# Ombrotrófico

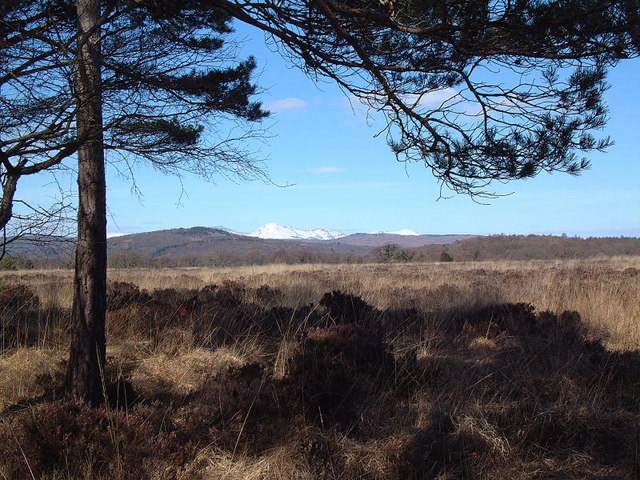
Turbera de Fish House Moss, ejemplo de suelo ombrotrófico

El adjetivo Ombrotrófico ("Alimentado por las nubes") refiere a los suelos o a la vegetación que reciben la totalidad de su agua y nutrientes de la precipitación, más que de corrientes o manantiales.  Tales ecosistemas están hidrológicamente aislados del medio que les rodea, y ya que la lluvia es más bien ácida y muy pobre en nutrientes,  albergan organismos tolerantes a ambientes ácidos y pobres en nutrientes. La vegetación de las turberas ombrotróficas es la de un pantano, aunque dominada por musgos del género Sphagnum.
Pueden encontrarse condiciones ombrotróficas incluso en terrenos compuestos de piedra caliza u otros sustratos ricos en nutrientes– por ejemplo, en lugares de precipitación abundantes las rocas calizas pueden ser cubiertas de vegetación de pantanos ácidos ombrotróficos.  Las epífitas (plantas que crecen sobre otras plantas) son, por supuesto, ombrotróficas.
En contraste con los ecosistemas ombrotróficos, los ecosistemas minerotróficos son aquellos en los que el abastecimiento de agua proviene principalmente de corrientes o manantiales. Esa agua ha atravesado o corrido sobre rocas u otros minerales, adquiriendo frecuentemente sustancias químicas disueltas que aumentan los niveles de nutrientes y reducen la acidez.